# Йович, Неманя
Неманя Йович (серб. Немања Јовић; родился 8 августа 2002, Зворник, Босния и Герцеговина) — сербский футболист, вингер клуба «Аль-Иттихад» (Кальба) и национальной сборной Сербии.

## Клубная карьера
16 декабря 2020 года Йович дебютировал в основном составе «Партизана», выйдя на замену в матче сербской Суперлиги против «Младост Лучани». 6 февраля 2021 года забил свой первый гол за «Партизан» в матче против клуба «Напредак». Всего в сезоне 2020/21 провёл за «Партизан» 20 матчей и забил 5 мячей.

## Карьера в сборной
Выступал за сборную Боснии и Герцеговины до 17 лет, а также за сборные Сербии до 19 лет и до 21 года.
7 июня 2021 года дебютировал за главную сборную Сербии в товарищеском матче против сборной Ямайки.